# Гётц, Максимилиан
Максимилиан Гётц (род. 4 февраля 1986 года, Оксенфурт, Германия) — немецкий автогонщик. Участвовал в ADAC GT Masters в сезонах 2010—2014 годов и стал чемпионом в 2012 году. В сезоне 2014 года выиграл спринтерскую серию Blancpain. Выступал в DTM в сезонах 2015—2016, 2021—2022 годах. 10 октября 2021 года впервые стал чемпионом DTM на Норисринге.

## Карьера
Гётц начал свою гоночную карьеру в картинге в 1996 году, где выступал до 2001 года. В сезоне 2002 года перешёл в формульные гонки в команду Mücke Motorsport, дебютировав в немецкой Формуле BMW. Максимилиан выиграл три гонки и занял второе место после Нико Росберга с результатом 183 очка. В турнире опередил Томаса Хольцера, который занял шестое место в общем зачёте с 130 очками. В сезоне 2003 года Гётц выступал во втором сезоне немецкой Формулы BMW за команду Mücke Motorsport. Он выиграл шесть гонок и стал чемпионом, набрав 259 очков. 
В сезоне 2004 года Гётц дебютировал в команде TME, выступавшей в Евросерии Формулы-3, на последнем этапе перешёл в коллектив Team Kolles, набрав свои первые очки в Евросерии Формулы-3. Он закончил сезон на 19-м месте в общем зачёте. В сезоне 2005 года Гётц впервые выступал в Евросерии Формулы-3 за команду HBR Motorsport. После четвёртого этапа потерял место в коллективе. Он вернулся в Евросерию Формулы-3 для участия в финальной гонке сезона 2005 года, заменив Адриана Сутиля в ASM Motorsport. В своей первой гонке за эту команду занял третье место, а в личном зачёте поднялся на 14-е место. 
После годичного перерыва Гётц перешёл в ISR Racing в сезоне International Formula Master 2007 года. После третьего этапа потерял место в команде. До этого занимал поул-позицию в каждой квалификационной сессии и занимал два вторых места в гонках. По итогам сезона был на десятом месте в общем зачёте. Затем Гётц участвовал в четырёх гонках в качестве приглашенного гонщика Евросерии Формулы-3 за команду RC Motorsport. В сезоне 2008 года Гётц снова стал постоянным пилотом Евросерии Формулы-3. Однако он покинул RC Motorsport и серию после четвёртого гоночного этапа. Гётц финишировал 22-м в личном зачёте.
В сезоне 2009 года Гётц перешёл в гонки класса GT. Первоначально принял участие в трёх гонках Lamborghini Blancpain Super Trofeo и занял седьмое место в классификации Pro. В сезоне 2010 года Гётц перешёл в ADAC GT Masters и принял участие в соревнованиях за команду s-Berg Racing. В сезоне 2011 года Максимилиан выступал в полном сезоне ADAC GT Masters за различные команды. Третье место стало его лучшим результатом и он закончил сезон на 20-м месте в личном зачёте. В сезоне 2012 года Гётц участвовал в ADAC GT Masters вместе с Себастьяном Ашем за команду kfzteile24 MS Racing на машине Mercedes-Benz SLS AMG GT3. Гётц и Аш выиграли только одну гонку, но выиграли чемпионат, в общей сложности восемь раз финишировав на подиуме в 16 гонках. 
В сезоне 2013 года Гётц перешёл в команду HTP Motorsport, которая дебютировала в том же году под названием Polarweiss Racing. Он сформировал команду гонщиков с Максимилианом Буком. Эти двое выиграли гонку и заняли третье место в личном зачёте. Кроме того, Гётц принял участие в двух гонках Blancpain Endurance Series за HTP Motorsport в сезоне 2013 года. Вместе с Буком и Берндом Шнайдером он выиграл обе гонки. Вместе со Шнайдером Гётц занял второе место в классе GT3 Pro Cup. В сезоне 2014 года Гётц снова принял участие в нескольких сериях за команду HTP Motorsport. В сезоне ADAC GT Masters 2014 года выступал с разными напарниками по команде и занял пятое место в личном зачёте. В серии Blancpain Sprint Series сезона 2014 года Гётц вместе с Буком выиграл три гонки и четыре раза финишировал вторым. Таким образом, Гётц выиграл чемпионат, набрав 142 очка. Гётц также завершил гонку Blancpain Endurance Series 2014. 
В сезоне 2015 года Гётц вернулся в команду Mücke Motorsport и выступал в серии DTM на автомобиле Mercedes. В качестве стартового номера он выбрал 84. Сезон закончил на 22-м месте в общем зачёте. В сезоне DTM 2016 года Гётц перешёл в команду HWA производителя Mercedes. Четвёртое место было его лучшим результатом, а в личном зачёте финишировал 20-м. 
10 октября 2021 года Гётц стал чемпионом сезона DTM 2021 года на трассе Норисринг в Нюрнберге.